# Clinocentrus cephalus
Clinocentrus cephalus är en stekelart som beskrevs av Chen och He 1997. Clinocentrus cephalus ingår i släktet Clinocentrus och familjen bracksteklar. Inga underarter finns listade i Catalogue of Life.